# Benicolet
Benicolet – gmina w Hiszpanii, w prowincji Walencja, we wspólnocie autonomicznej Walencja, o powierzchni 11,29 km². W 2011 roku liczyła 679 mieszkańców.